# باكبتان
باكبتان (بالأردوية: پاكپتّن)‏، وغالباً ما يُشار إليها باسم باكبتان الشريف  پاكپتّن شریف، هي عاصمة مقاطعة باكبتان، وتقع في وسط إقليم البنجاب في باكستان. تُعد باكبتان مقر الطائفة الجشتية الصوفية في باكستان، وهي وجهة حج رئيسية بفضل احتوائها على ضريح بابا فريد، الشاعر البنجابي الشهير والقديس الصوفي المعروف باسم بابا فريد. يستقطب العرس السنوي الذي يُقام على شرفه ما يُقدَّر بـ2 مليون زائر إلى المدينة.